# Aeroportul Temora
Aeroportul Temora (IATA: TEM, ICAO: YTEM) este un aeroport din Noul Wales de Sud, Australia.
Situat la o altitudine de 270 m, aeroportul dispune de o singură pistă. Este operat de Temora Shire⁠(d).